# Danijel
Danijel ist die serbokroatische Variante des männlichen Vornamens Daniel.

## Bekannte Namensträger
- Danijel Anđelković (* 1978), serbischer Handballspieler und -trainer
- Danijel Drilo (* 1970), kroatischer Organist und Pianist
- Danijel Grgić (* 1977), kroatischer Handballspieler
- Danijel Kovačević (* 1978), kroatischer Fußballspieler
- Danijel Kovačič (* 1987), deutsch-kroatischer Eishockeytorhüter
- Danijel Ljuboja (* 1978), serbischer Fußballspieler
- Danijel Mićić (* 1988), serbisch-österreichischer Fußballspieler
- Danijel Nestorović (* 1972), kanadischer Tennisspieler
- Danijel Pek, kroatischer Filmproduzent
- Danijel Pranjić (* 1981), kroatischer Fußballspieler
- Danijel Šarić (* 1977), serbischer Handballspieler
- Danijel Štefulj (* 1973), kroatischer Fußballspieler